# Lubiszyn (gmina)
Lubiszyn – gmina wiejska w województwie lubuskim, w powiecie gorzowskim. W latach 1975–1998 gmina położona była w województwie gorzowskim.
Siedziba gminy to Lubiszyn.
Według danych z 30 czerwca 2004 gminę zamieszkiwało 6726 osób. Natomiast według danych z 31 grudnia 2017 roku gminę zamieszkiwało 6907 osób.

## Ochrona przyrody
Na obszarze gminy znajduje się rezerwat przyrody Bagno Chłopiny chroniący zróżnicowany kompleks ekosystemów torfowiskowych i lasów bagiennych, z leżącym w części centralnej torfowiskiem przejściowym oraz charakterystyczną roślinnością i fauną.

## Struktura powierzchni
Według danych z roku 2002 gmina Lubiszyn ma obszar 205,3 km², w tym:
- użytki rolne: 47%
- użytki leśne: 43%

Gmina stanowi 16,99% powierzchni powiatu.

## Demografia
Dane z 30 czerwca 2004:
| Opis                              | Ogółem | Ogółem | Kobiety | Kobiety | Mężczyźni | Mężczyźni |
| --------------------------------- | ------ | ------ | ------- | ------- | --------- | --------- |
| jednostka                         | osób   | %      | osób    | %       | osób      | %         |
| populacja                         | 6726   | 100    | 3291    | 48,9    | 3435      | 51,1      |
| gęstość zaludnienia (mieszk./km²) | 32,8   | 32,8   | 16      | 16      | 16,7      | 16,7      |

## Sołectwa
Baczyna, Brzeźno, Chłopiny, Gajewo, Kozin, Lubiszyn, Lubno, Marwice, Mystki, Podlesie, Staw, Ściechów, Ściechówek, Tarnów, Wysoka

## Sąsiednie gminy
Bogdaniec, Dębno, Gorzów Wielkopolski, Kłodawa, Myślibórz, Nowogródek Pomorski, Witnica